# 朱同銍
汝陽安和王朱同銍（1449年—1522年），明朝周藩第三代汝陽王，汝陽安惠王朱子壆的嫡長子。

## 生平
天順二年（1458年）三月，獲賜名同銍。朱同銍初封汝陽長子。成化八年（1472年）四月，襲封汝陽王。
成化十六年（1480年），朱同銍因與叔父鎮國將軍朱子坋擅自出城六日始回，被巡按河南監察御史王浩等人上奏告發。禮部覆奏請求明憲宗下敕責問周王朱子埅不能戒約之過，切責朱同銍、朱子坋二人，並逮問長史等官不能諫止之罪，其餘隨從人等一體究治。明憲宗從之。正德十六年（1521年），朱同銍以年老多病而不能習禮儀、訓治宗族，請以長子朱安澓代治事。河南布政司核實後上奏以聞，明世宗特允之。
嘉靖元年（1522年），朱同銍去世，享年七十四歲，諡號安和。兩年後，庶長子鎮國將軍朱安澓襲爵。

## 家庭

### 妻
- 梁氏，初冊為汝陽長子夫人，成化八年（1472年）冊為汝陽王妃[3]
- 魏氏，南城兵馬副指揮魏堅女，成化九年（1473年）冊為汝陽王妃[9]

### 子
- 庶長子：鎮國將軍→汝陽康肅王朱安澓[8]
- 第二子：鎮國將軍朱安淡
- 第三子：鎮國將軍朱安淅
- 第四子：鎮國將軍朱安浿[10]
- 第五子：鎮國將軍朱安𤂻[11]
- 第八子：鎮國將軍朱安滕[12]
- 第十子：鎮國將軍朱安滶[13]
- 第十一子：鎮國將軍朱安潧[14]

### 女
- 庶次女：涉縣縣主（1467年1月16日—1528年7月2日），成化十一年（1475年）封縣主，成化十五年（1479年）嫁儀賓盧公海，封亞中大夫[15]